# Albany City Savings Bank Building
El Albany City Savings Bank Building, también conocido como el Home and City Savings Bank, está ubicado en 100 State Street y fue el primer rascacielos construido en la ciudad de Albany, en el estado de Nueva York (Estados Unidos). En la actualidad es el undécimo edificio más alto de la ciudad. Es una estructura de 80,8 metros de altura y diez pisos, con fachada de ladrillo, granito y terracota. Está ubicado dentro del distrito comercial central. Diseñado por el arquitecto Marcus T. Reynolds, 100 State Street es un edificio comercial y de oficinas de uso mixto.

## Historia
El edificio original ubicado en 100 State Street fue diseñado en estilo Beaux Arts en 1901 por Marcus T. Reynolds, quien ha sido conocido como el mejor arquitecto que salió de Albany. Inicialmente, el edificio estaba destinado al Banco de Ahorros de la Ciudad y el Condado, que abrió sus puertas en este sitio en mayo de 1902. 100 State Street fue el primer rascacielos de Albany y estaba destinado a ser visto fácilmente desde el río Hudson. El propio Reynolds ocupó oficinas en el edificio, donde permaneció durante el resto de su carrera profesional.
En 1922, el alcalde de Albany encargó a Reynolds que diseñara una gran adición que duplicaría el tamaño del edificio. El resultado final presentó seis bahías adicionales al oeste, rematadas con un techo abuhardillado, una torre de reloj ornamentada y una cúpula de terracota.
A lo largo de su historia, el edificio ha sido objeto de obras de arte, como la obra de acuarela de John Floyd Yewell, pintada en 1922 y ahora exhibida por el Instituto de Historia y Arte de Albany, y en las postales publicadas en 1928 y conservadas en la actualidad por el Proyecto Postal de Albany.

## Características y composición
La sala principal del banco tiene techos abovedados, paredes y pisos de mármol y columnas corintias en relieve en oro. El vestíbulo principal independiente del edificio también está decorado con paredes y escaleras de mármol, y proporciona acceso a tres ascensores para pasajeros. También hay un montacargas de 2.500 libras.
Cada piso tiene un promedio de aproximadamente 740 m², y el edificio totaliza 8.652.2 m².

## Mejoras
The Heights Real Estate Company compró el edificio ubicado en 100 State Street en 2008.
Se han renovado los interiores de los pasillos, las suites de oficina y los baños, se ha restaurado la fachada del edificio y se ha reemplazado la torre de enfriamiento del sistema de aire acondicionado. La restauración de la torre del reloj está en curso, con planes para instalar iluminación una vez terminada. También hay planes para la instalación de un nuevo techo.